# عين القيسية
عين القيسية تقع بالقرب من محمية الأزرق المائية في منطقة الأزرق في الأردن، عثر بالموقع على هياكل عظمية ومدافن بشرية تعود للعصر الحجري القديم.
محاطة بأراضي رطبة كبيرة، يبدو أنها كانت تجتذب مجموعة واسعة من الحيوانات التي كان السكان يصطادونها منذ القدم، ترتبط الأدوات الحجرية الموجودة في الموقع بالثقافات القديمة، مما يشير إلى أن أشخاصًا من مجموعات ثقافية مختلفة قد زاروها.